# Polonesa en sol menor, B.1
La polonesa en sol menor, B.1 es una pieza de carácter para piano compuesta por Frédéric Chopin en 1817. Es la primera pieza conocida de Chopin (aunque se especula que la primera composición es la polonesa en si bemol mayor B.3). Fue publicada por su padre Nicolas Chopin en el mismo año en que la obra fue compuesta.

## Análisis
La pieza es una polonesa de 38 compases y está escrita en la tonalidad de sol menor, que modula a si bemol mayor en la parte B y el trío. La interpretación de esta obra suele durar entre 3 y 4 minutos.

### Secciones A-B
Está escrita en forma de polonesa con trío, así que se presenta en forma AABBCCDDA. 
La sección A está formada por 12 compases (4+4+4) y comienza con una fanfarria en sol menor. Luego introduce un tema de cuatro compases (también en sol menor) y luego la repite pero con variaciones, con lo cual da fin a la parte A. 
La sección B está formada por 10 compases (4+6), está en si bemol mayor y comienza con la misma fanfarria de cuatro compases de la sección A pero esta vez en modo mayor. Luego presenta un motivo en el registro agudo, seguido de otro en el registro grave, que es imitado luego en el agudo de vuelta, que conduce al final de esta parte en una cadencia V-I.

#### Trío
El trío 1, de ocho compases (2+2+2+2), está en si bemol mayor al igual que el trío 2. Empieza con un motivo de ocho semicorcheas descendentes, seguidas por dos grupos de corcheas con puntillo y semicorcheas. Este motivo se repite dos veces, la primera repetición en el VII° grado y la segunda de vuelta en si bemol mayor, lo que da paso a un breve final del trío 1. 
El trío 2, también de ocho compases (2+2+2+2), presenta otro motivo en la VII°, conformado por 6 corcheas y 8 semicorcheas. Se repite pero esta vez en la tónica. Luego repite los últimos 4 compases del trío 1 pero modificando el acompañamiento.